# Байгора (станция)
Байгора́ — станция Юго-Восточной железной дороги, находится в Грязинском районе Липецкой области. Расположена на железнодорожной линии Грязи — Поворино. Является первой станцией после Грязей-Волгоградских.
Возникла в 1868 году с открытием линии. Первоначально стала называться Княжа́я Байгора́ — по соседнему селу Княжая Байгора. Позже стала просто Байгорой в составе Усманского уезда Тамбовской губернии.
26 августа 1919 года занята казаками генерала Мамонтова.
Ныне при станции находится два посёлка — Байгора (на северо-западе) и Кубань (на юго-востоке).
Станция не обслуживает поезда дальнего следования (однако часть поездов делает небольшую техническую остановку), посадка пассажиров производится только на пригородные поезда (Жердевка — Липецк).